# Кёге (коммуна)
Кёге (дат. Køge Kommune) — датская коммуна в составе области Зеландия. Площадь — 255,47 км², что составляет 0,59 % от площади Дании без Гренландии и Фарерских островов. Численность населения на 1 января 2008 года — 56637 чел. (мужчины — 27997, женщины — 28640; иностранные граждане — 2551).

## История
Коммуна была образована в 2007 году из следующих коммун:
- Кёге (Køge)
- Скоубо (Skovbo)

## Железнодорожные станции
- Боруп (Borup)
- Эгёе (Egøje)
- Херфёльге (Herfølge)
- Кёге (Køge)
- Лилле Скенсвед (Lille Skensved)
- Эльбю (Ølby)
- Валлё (Vallø)

## Изображения

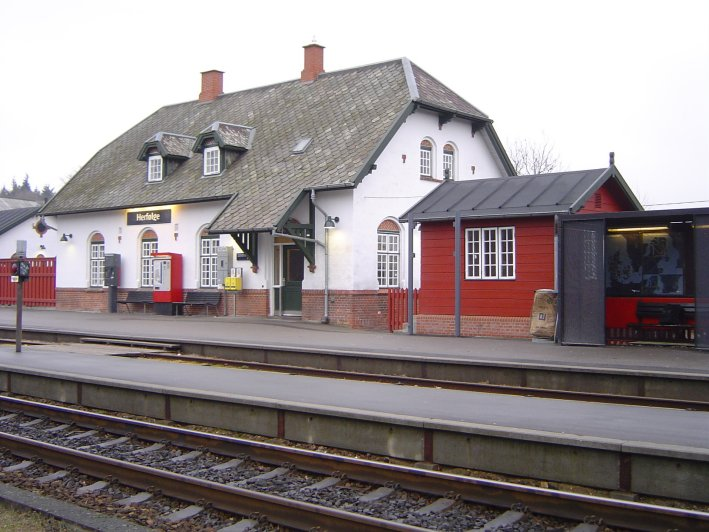
Херфёльге
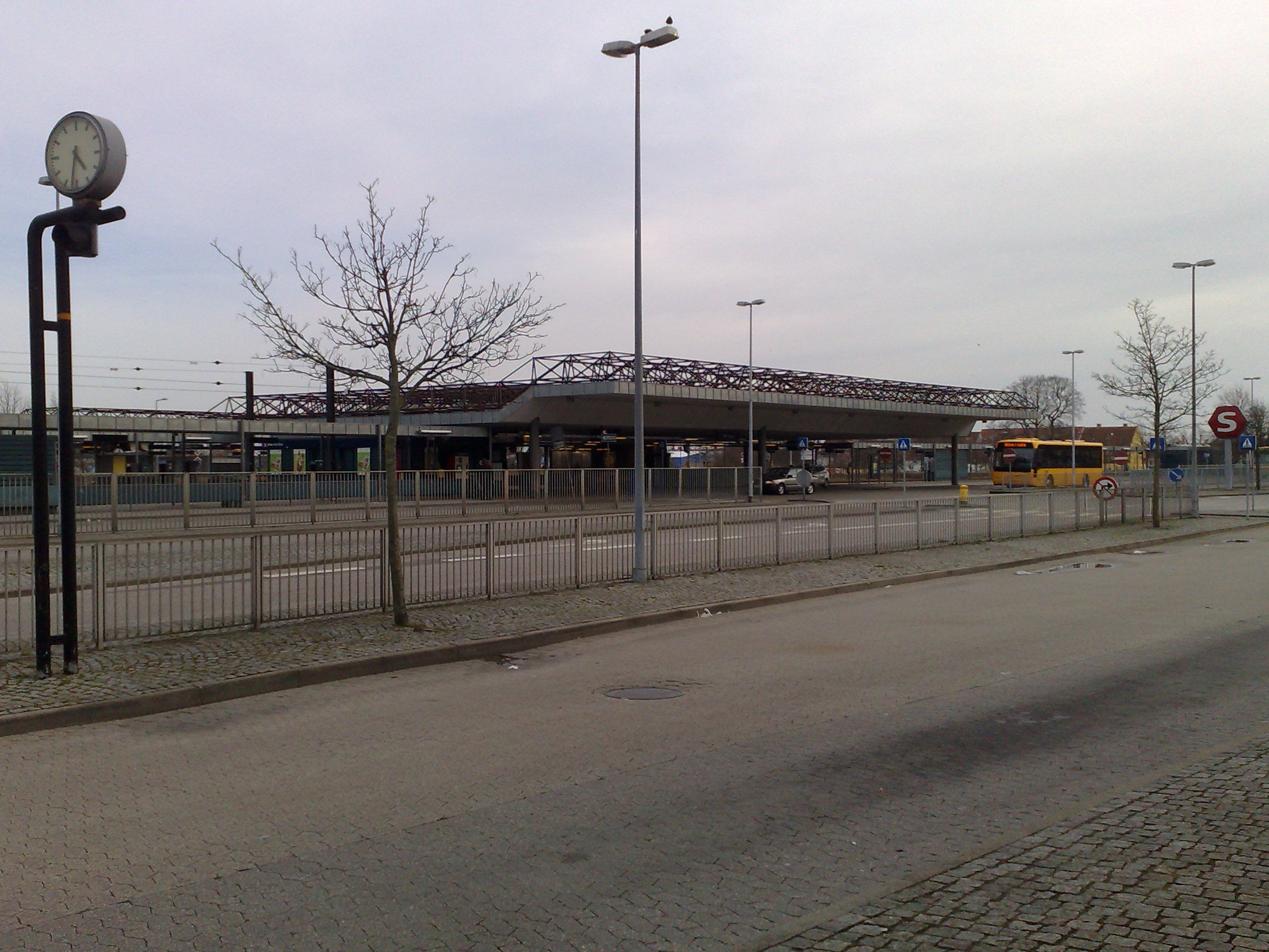
Кёге
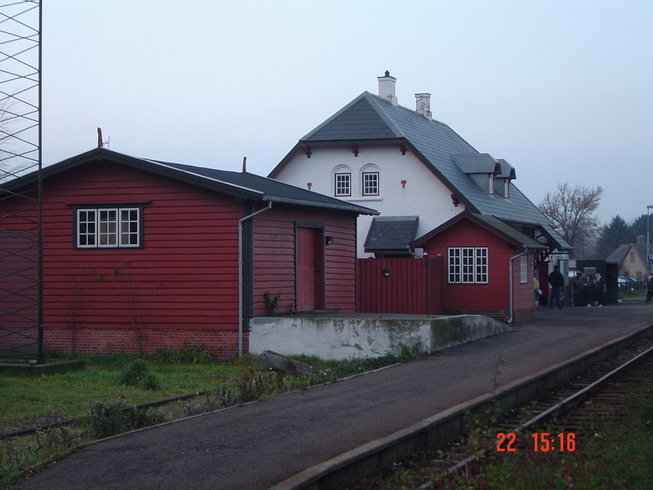
Лилле Скенсвед
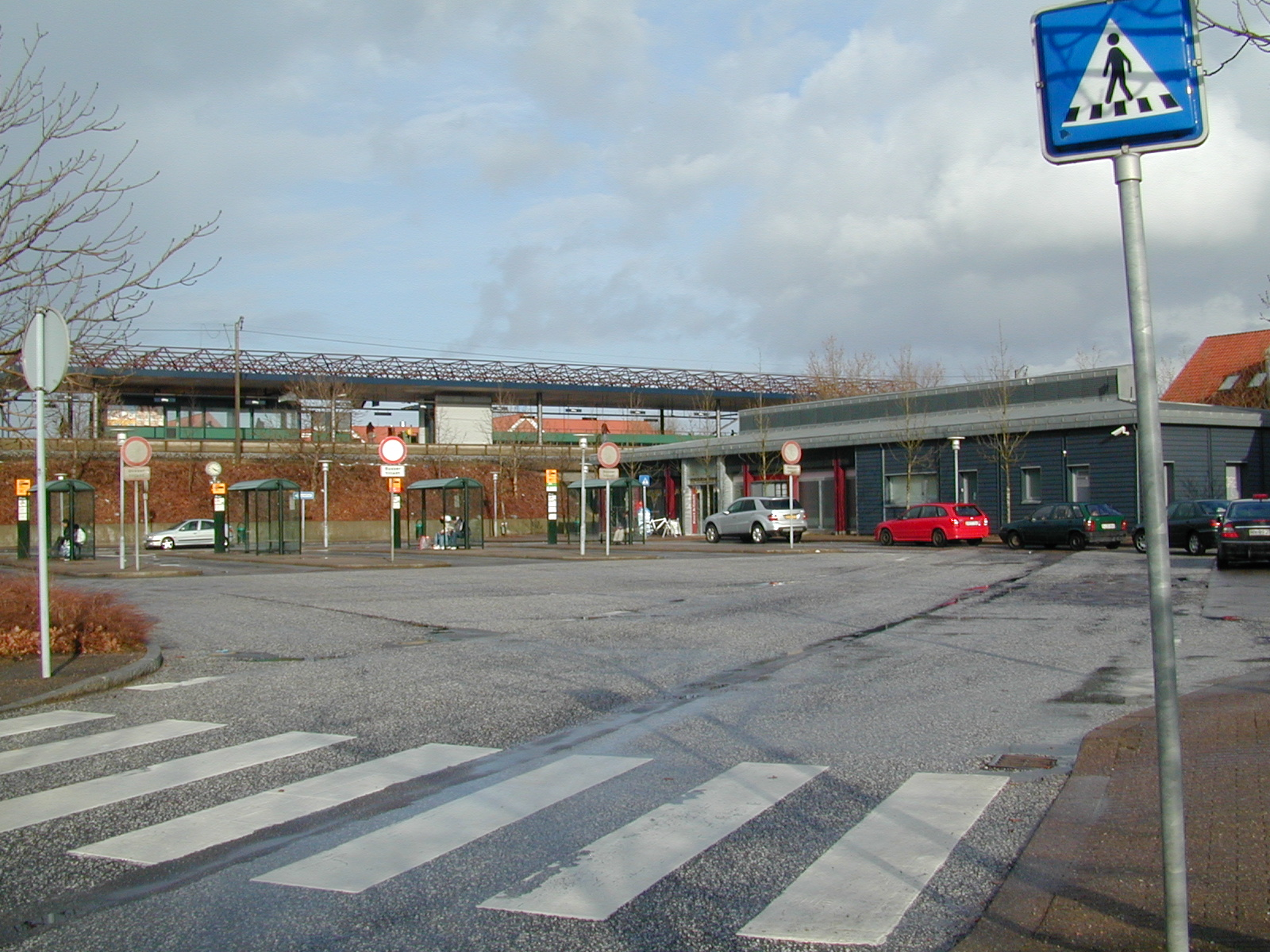
Эльбю